# 1974 у літературі

## Нагороди
- Нобелівська премія з літератури: Гаррі Мартінсон, "За творчість, у якому є все - від краплі роси до космосу"
- Букерівська премія: Надін Гордімер, «Зберігач»
- Премія Неб'юла за найкращий роман: Урсула Ле Гуїн, «Знедолені»
- Премія Неб'юла за найкращу повість: Роберт Сілверберг, «Народжений з мертвими» (Born with the Dead)
- Премія Неб'юла за найкраще оповідання: Урсула Ле Гуїн, «День перед революцією»
- Премія Г'юґо за найкращу повість: Джеймс Тіптрі-молодший. «Дівчина, яку ввімкнули» (The Girl Who Was Plugged In)

## Народились
- 8 квітня — Ннеді Окорафор, американська письменниця у жанрі наукової фантастики та фентезі для дорослої та дитячої аудиторії.
- 23 жовтня — Аравінд Адіга, індійський письменник.
- 30 жовтня — Прісцила Аппал, канадська поетеса, прозаїкиня, драматургиня і літературознавиця.

## Померли
- 9 червня — Міґель Анхель Астуріас, гватемальський письменник, лауреат Нобелівської премії з літератури (народився в 1899).
- 25 липня — Василь Шукшин, радянський письменник, кінорежисер та актор (народився в 1929).

## Нові книжки
- Керрі — парапсихічний роман, який написав Стівен Кінг у 1974 і перший опублікований роман автора.